# Carlos Ficker
Carlos Ficker (Alemanha, 11 de fevereiro de 1916 - Alemanha, 21 de maio de 1974) foi um exímio historiador e um dos mais conhecidos bibliófilos do país.

## Biografia
Nasceu em 11 de fevereiro de 1916, em Leipzig - Alemanha, filho do Dr.Martin Ficker e de Elisabeth (Lisa) Ficker. 
Casou-se com Erika Anna Ficker, com quem teve três filhos: Holger, Gunter e Jens.

## Produção
Autor de obras históricas, fundamentalmente relacionadas à cidade de Joinville, Santa Catarina, Ficker foi descrito como um pesquisador minucioso, tendo consultado variadas fontes históricas, desde uma documentação abundante de sua biblioteca pessoal à arquivos nacionais e estrangeiros.
Suas obras incluem:
- Natureza no Passado de Joinville (1962);
- História de Joinville - Crônica da Colônia Dona Francisca (1965);
- Pequena história de Joinville - Uma crônica da antiga colônia Dona Francisca (1965);
- Colonos de Joinville na Guerra do Paraguai (1966);
- São Bento do Sul: subsídios para a sua história, 1ª parte (1973);
- Charles Van Lede e a Colonização Belga (1974).[1]

Além das obras literárias, Ficker colaborou também em  vários  periódicos, incluindo a revista Blumenau em Cadernos.
1. 1 2 3 4  «Professor Carlos Ficker». Blumenau em Cadernos. Blumenau. Junho de 1974. Consultado em 24 de outubro de 2023
2. ↑  «História de Joinville - Sinopse». Consultado em 24 de outubro de 2023
3. ↑  Gustavo Konder (Junho de 1974). «A Origem do Nome de Itajaí». Blumenau em Cadernos. Blumenau. Consultado em 24 de outubro de 2023